# مغص مراري
المغص المراري هو المصطلح الذي يصف أي ألم يتعلق بالمرارة والذي يحدث حينما تسد حصوة صفراوية القناة المرارية بشكل مؤقت وقصير وتنقبض فيه المرارة. التحصي الصفراوي ببساطة يعني وجود حصوات داخل كيس المرارة وليس بالضرورة أن يتسبب بأعراض سريرية، إلا أنه في بعض الحالات تتقدم هذه الحصوات داخل قناة المرارة وتسبب انسداد وتهييج لبطانة المرارة الداخلية مؤديةً لالتهاب المرارة.
تنشأ الحصوات المرارية عندما تبدأ بلورات صغيرة بالتجمع والتكثف لتكون حصوات كبيرة والتي يعد أشهر أنواعها حصوات الكوليسترول ولكن هناك أنواع أخرى مثل حصوات الكالسيوم وحصوات البيليروبين والحصوات الصبغية والحصوات المخلطة بين هذه الأنواع.   

## العلامات والأعراض
يعتبر الألم هو أشهر أعراض المغص المراري وعادةً ما يصفه المرضى على أنه ألم حاد في الربع العلوي الأيمن من البطن والذي يُحس في الكتف الأيمن وفي بعض الأحيان قد يحس به المريض خلف عظمة القص، وعادةً ما يستمر لأكثر من 30 دقيقة إلى بضعة ساعات.  
وقد يشتكي المريض بالإضافة إلى الألم، من غثيان واستفراغ ومن الممكن أن يشعر الفرد بالألم بعد وجبة دسمة قد تناولها حيث أن الوجبات الدسمة تحفز عودة الألم. مرضى التحصي المراري يكونون مستقرين سريريا من حيث العلامات الحيوية بينما مرضى التهاب المرارة عادةً ما يصابون بارتفاع في درجة الحرارة ويظهر عليهم والإعياء. 
كما يجب طلب التحاليل المخبرية شاملة عد دموي شامل وفحص وظائف الكبد والليباز. في المغص المراري تكون النتائج في الحدود الطبيعية .

## الأسباب
المغص المراري غالباً ما يكون نتيجة انسداد القناة المرارية أو القناة الصفرواية المشتركة بحصوة، ولكن عادةً ما تكتشف الحصوات بالصدفة أثناء الفحص بالأشعة وقد لا تستدعي العلاج بحد ذاتها إذا لم يكن هناك مرض أو عرض واضح يستعدي ذلك. ومن المسببات أيضاً وجود اضطرابات وظيفية للجهاز الصفراوي وهي ما تعرف بالمغص المراري اللاحصوي (ألم من دون حصوات) وقد تُشاهد لدى المرضى بعد عملية استئصال المرارة. 
وكما تم التعريف مسبقاً فهناك بعض الأطعمة تسبب الألم أو تزيده وغالباً ما تكون ذات محتوى دهني عالي.  

### عوامل الخطورة
عوامل الخطورة التي تؤدي إلى زيادة فرص تكون حصوات الكوليسترول تتضمن العمر (آكثر من 40 سنة)، الإناث، التاريخ الأسري، الحمل، السمنة، تناول حبوب منع الحمل، السكري، تليف الكبد، الصيام الطويل، فقدان الوزن السريع، التغذية عبر الوريد بالكامل، أمراض الأمعاء واعتلال تفريغ المرارة. 
المرضى الذين يعانون من المغص المراري مع وجود حصوات في نفس الوقت لديهم احتمالية أعلى من غيرهم للإصابة بالتهاب المرارة كواحدة من المضاعفات المحتملة. 

## التشخيص
يتم الاعتماد على الأعراض ونتائج التحاليل في التشخيص، ولكن فحص الأشعة الصوتية يعتبر هو المعيار الذهبي في كشف الحصوات في منطقة ربع البطن العلوي الأيمن وذلك أنها خالية من الأشعة الضارة ومنخفضة التكلفة ومتاحة في معظم المنشئات الصحية، وتستطيع اكتشاف الحصوات بحساسية التقاط تفوق نسبة 95٪.  كما يمكن العثور على بعض الأدلة على التهاب المرارة أو حتى حصوات القناة الصفراوية المشتركة. 
الأشعة المقطعية لا يوصى بها كوسيلة فحص للحصوات المرارية، حيث أنه ما نسبته 60٪ من الحصوات غير ظليل ولا يمكن كشفه بالأشعة المقطعية. 

## العلاج

### الطبي
تخفيف الأعراض هو العلاج المبدئي ويشمل تصحيح توازن الأملاح والسوائل المختل إذا صاحب الأعراض استفراغ. كما تصرف مضادات القيء لعلاج الغثيان. أما بالنسبة للألم فتتم معالجته بصرف مضادات الالتهاب اللاستيرويدية مثل الباراسيتامول (بانادول™) والايبوبروفين (بروفين™) والديكلوفيناك.
في حالات المغص المراري العدوى غير محتملة لذلك لاحاجة لصرف المضادات الحيوية.

### الجراحي
يتم العلاج حسب ما تقتضيه المسببات، فوجود الحصوات المكتشفة بالأشعة الصوتية عادةً ما تحتم العلاج الجراحي وذلك باستئصال المرارة باستخدام المناظير وهذا يعتبر العلاج النهائي للمغص المراري. ويوجد دليل مبدئي على إن إزالة المرارة مبكراً في مثل هذه الحالات يعتبر أفضل من الإزالة المتأخرة. ويكون الاستئصال مبكراً إذا تم خلال ال 72 ساعة الأولى من التشخيص. 
في مراجعة من منظمة كوكرين التي قارنت بين الاستئصال المبكر والمتأخر، وجدت أن 23٪ من المرضى الذي تأخروا عن العملية بمعدل 4 أشهر قدموا إلى المستشفى بمضاعفات كان يمكن تفاديها مبكراً. وهناك أيضاً ميزات أخرى للتدخل المبكر مثل تقليل عدد زيارات أقسام الطوارئ بسبب نوبات الألم المتكررة، تخفيض فرص التحول إلى عمليات مفتوحة بدلاً عن المناظير بسبب المضاعفات، تقليل وقت الإجراء الجراحي ومدة المكوث والنقاهة في المستشفى بعد العملية .

## المضاعفات

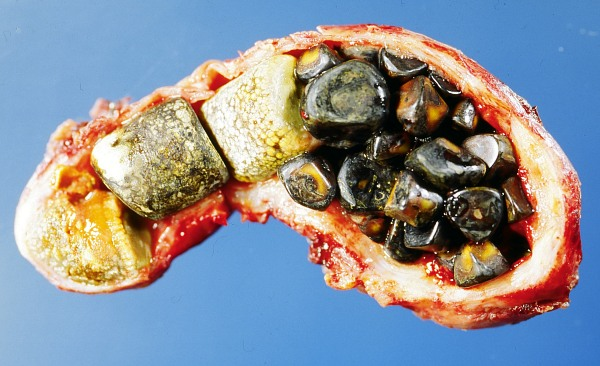
المرارة المفتوحة التي تحتوي على العديد من حصوات المرارة.

وجود الحصوات المرارية قد يؤدي إلى التهاب المرارة أو الجهاز المراري بما يعرف بالتهاب الأوعية الصفراوية الصاعد أو حتى التهاب البنكرياس ونادراً ما تتقدم الحصوات داخل الجاهز الهضمي وتنشحر في الصمام بين الأمعاء الدقيقة والغليظة والذي يسبب انسداد معوي .
 
من المضاعفات أيضاً بسبب تأخر التدخل الجراحي انثقاب المرارة واليرقان وتكوين دبيلة أو خراج.
المغص المراري في غياب الحصوات أو ما يعرف بالمتلازمة التالية لاستئصال المرارة يؤثر على حياة المريض بشكل حاد حتى من دون تطور للمرض.

## الوبائية
الخطورة السنوية لنشوء المغص المراري هي مابين 2 إلى 3٪ 

## وصلات خارجية
- رسم توضيحي لانتقال الألم